# Guilherme de Württemberg
Guilherme de Württemberg (Guilherme Nicolau Duque de Württemberg; em alemão: Wilhelm Nicolaus Herzog von Württemberg ), (20 de Julho de 1828 - 5 de Novembro de 1896) foi um general austríaco e de Württemberg.

## Primeiros anos e família
O duque Guilherme nasceu em Carlsruhe, no Reino da Prússia, uma cidade que actualmente pertence à Polónia. Foi o primeiro filho do segundo casamento do duque Eugénio de Württemberg com a princesa Helena de Hohenlohe-Langenburg. Guilherme tinha três meios irmãos do primeiro casamento do pai com a princesa Matilde de Waldeck e Pyrmont. Foi o primeiro membro da família Württemberg a frequentar a escola pública em Breslau.

## Carreira militar

### Serviço na guerra
Depois de estudar em Genebra, Bonn, Guilherme juntou-se ao exército austríaco em 1848 na posição de tenente do Regimento de Infantaria Kaiser Francisco José N.º 1 em Viena. Durante a Primeira Guerra de Independência Italiana (1848-1849), o duque foi ferido várias vezes. Como reconhecimento da sua bravura, o marechal-de-campo Joseph Radetzky von Radetz promoveu-o a capitão no regimento de infantaria N.º 45.
Em 1853, Guilherme tornou-se major, entre 1857 e 1859 foi coronel-tenente e coronel e comandante do regimento de infantaria N.º 27 Rei dos Belgas. Também lutou durante a Segunda Guerra de Independência Italiana (1859). Na Batalha de Magenta, impressionou ambos os seus superiores, o major-general Wilhelm Ramming e o marechal-de-campo Eduard Clam-Gallas, bem como os seus inimigos. Os generais franceses Gustave Lannes de Montebello e Pierre Louis Charles de Failly mencionaram-no algumas semanas mais tarde numa reunião contra o tenente marechal-de-campo príncipe de Hesse.
Em 1866, Guilherme lutou na Guerra Austro-Prussiana como major-general e a sua brigada juntou-se ao Exército do Norte e lutou nas batalhas de Königgrätz, Swiepwalde, Blumenau e Bratislava.
Depois da campanha, chegou com a sua brigada a Trieste. Em 1869 tornou-se comandante da 11.ª Divisão da Infantaria em Praga, a 24 de Outubro de 1869 foi promovido a tenente-marechal-de-campo. Na Guerra Franco-Prussiana, Guilherme lutou do lado alemão contra a França e em 1878 lutou na Guerra Russo-Turca.

### Bósnia e Herzegovina
Em 1878, durante a ocupação Austro-Húngara da Bósnia e Herzegovina, Guilherme lutou (novamente do lado austríaco) em Rogelj e Jaice. Devido ao seu excelente trabalho, o imperador Francisco José I nomeou-o Feldzeugmeister e general-comandante da 18.ª Corporação do Exército. A sua tarefa era submeter-se ao ocidente e restaurar a paz na Bósnia. Em 1878, foi nomeado para organizar os territórios militar e politicamente. Prestou serviço como governador da Bósnia e Herzegovina entre 1878 e 1881.
Criou um plano para desenvolver os interesses militares e económicos dos territórios, assim como um grande número de estradas de comunicação. O sistema escolar, principalmente o Knabenpensionat com uma organização militar em Sarajevo, desenvolvido em pouco tempo, bem como todos os outros ramos de administração e justiça.

### Últimos anos
Em 1883, Guilherme era o general-comandante da XI Corporação de Lemberg. Em 1889, tornou-se comandante do 3.º Armeekorps em Graz. Em 1891, retirou-se da vida militar devido à morte do rei Carlos I de Württemberg, sucedido pelo rei Guilherme II que não tinha herdeiros, o que fez com que Guilherme se tornasse herdeiro do trono de Württemberg.
Guilherme era general da Infantaria À la suite do Regimento de Granadeiros "Rei Carlos" (5 Wurttemberg) No. 123 e Coronel Real da Infantaria Prussiana no Regimento de Herwarth Bittenfeld (1.º Vestefália) N.º 13.
Como membro da Casa de Württemberg, era membro dos Estados de Württemberg.

## Morte
Guilherme morreu solteiro. As consequências dos seus ferimentos de guerra e um acidente de carro em Itália afectaram a sua saúde. Morreu durante um período de férias no Tirol.

## Genealogia
| Guilherme de Württemberg | Pai: Eugénio de Württemberg         | Avô paterno: Eugénio Frederico de Württemberg      | Bisavô paterno: Frederico Eugénio II, Duque de Württemberg |
| Guilherme de Württemberg | Pai: Eugénio de Württemberg         | Avô paterno: Eugénio Frederico de Württemberg      | Bisavó paterna: Sofia Doroteia de Brandemburgo-Schwedt     |
| Guilherme de Württemberg | Pai: Eugénio de Württemberg         | Avó paterna: Luísa de Stolberg-Gedern              | Bisavô paterno: Cristiano Carlos de Stolberg-Gedern        |
| Guilherme de Württemberg | Pai: Eugénio de Württemberg         | Avó paterna: Luísa de Stolberg-Gedern              | Bisavó paterna: Leonor de Reuss-Lobenstein                 |
| Guilherme de Württemberg | Mãe: Helena de Hohenlohe-Langenburg | Avô materno: Carlos Luís I de Hohenlohe-Langenburg | Bisavô materno: Cristiano Alberto de Hohenlohe-Langenburg  |
| Guilherme de Württemberg | Mãe: Helena de Hohenlohe-Langenburg | Avô materno: Carlos Luís I de Hohenlohe-Langenburg | Bisavó materna: Carolina de Stolberg-Gedern                |
| Guilherme de Württemberg | Mãe: Helena de Hohenlohe-Langenburg | Avó materna: Amália de Solms-Baruth                | Bisavô materno: João Cristiano II de Solms-Baruth          |
| Guilherme de Württemberg | Mãe: Helena de Hohenlohe-Langenburg | Avó materna: Amália de Solms-Baruth                | Bisavó materna: Frederica Luísa de Reuss-Köstritz          |